# Contrapposto
Contrapposto (dansk: kontrapost) er det italienske ord for modvægt, som refererer til en skulpturteknik hvor kunstneren illustrerer kroppens naturlige kontrabalance ved at bøje hofterne i én retning og benene i den anden retning. Vægten er balanceret på en fod, derfor bliver der et knæk i hoften. Det er en måde at få en skulptur til at se mere naturtro ud.
Udtrykket kommer fra renæssancen, mens stilen i sig selv er fra antikken.

## Eksempler
- Polyklet: Doryphoros, spydbæreren, o. 450 f.Kr.
- Augustus fra Primaporta, kort  f.Kr.
- Polyklet: Doryphoros, spydbæreren, o. 450 f.Kr.
- Michelangelo: David (1504)
- Gerhard Marcks: Freya (1950)